# Șandra (okręg Temesz)
Șandra (węg. Sándorháza, niem. Alexanderhausen, Schanderhaas) – wieś gminna w Rumunii, w historycznym Banacie, w okręgu Temesz. Założono ją w roku 1833.